# ده نصران (غوغر)
ده نصران (بالفارسية: ده نصران) هي قرية تقع في إيران في قسم غوغر الريفي.